# رابطة الأداء الآسيوي
جمعية الأداء الآسيوي Association for Asian Performance (AAP) هي منظمة دولية غير ربحية مكرسة لنشر وحفظ المسرح الآسيوي وتقنيات الأداء والتاريخ. تركز الجمعية على المنح الدراسية والتعليم والتعرض لهذه التقنيات من خلال مؤتمراتها ومحاضراتها في جمعية المسرح في التعليم العالي (ATHE) ومنشورها الرسمي المتكرر، مجلة المسرح الآسيوي.

## تاريخ الجمعية
لقد خضعت جمعية الأداء الآسيوي لعدة تكرارات للاسم منذ تأسيسها عام 1965 وحتى الوقت الحاضر. من عام 1969 إلى عام 1987، تم اختيار عناوين وشعارات تنظيمية مختلفة بعد الانقسام بالإجماع في عام 1969 لمشروع المسرح الأفروآسيوي إلى منظمات ثقافية منفصلة، والتغييرات البنيوية وفشل الديون مع الراعي الأول، جمعية المسرح التعليمي الأمريكية (AETA)، والراعي الثاني جمعية المسرح الأمريكية، وأخيرًا، رحلتهم إلى رعاية ATHE.

## المؤتمرات
المؤتمرات المختلفة لجمعية الأداء الآسيوي من عام 1965 حتى الوقت الحاضر هي:
| الرعاية |                                                                                     |
| ------- | ----------------------------------------------------------------------------------- |
| AETA    | - مشروع المسرح الأفروآسيوي (1965 – 1969) - مشروع المسرح الآسيوي (1969 – 1971)       |
| ATA     | برنامج المسرح الآسيوي (1972 – 1986)                                                 |
| ATHE    | - جمعية دراسة الأداء الآسيوي (1986 – 1987) - رابطة الأداء الآسيوي (1987 – حتى الآن) |

## تاريخ النشر
كانت أول مجلة نشرتها المنظمة هي نشرة المسرح الأفريقي الآسيوي (1965 – 1970). في عام 1971، أصبح سام ليتر، الأستاذ في كلية بروكلين في جامعة مدينة نيويورك، المحرر التالي للنسخة الجديدة من مجلة الجمعية، نشرة المسرح الآسيوي.
واجهت النشرة صعوبة في البقاء خلال الاضطرابات في تمويل الرعاة لـ ATA خلال سنوات برنامج المسرح الآسيوي. كان الأعضاء قلقين من أن تخفيضات الميزانية من داخل قسمهم في ATA، رابطة المسرح الجامعي والكليات (UCTA)، من شأنها أن تغلق أصوات وقصص البرامج المخصصة للأقليات داخل ATA. في النهاية، تم قطع التمويل بالكامل وتوقف النشر تمامًا.
لاحقا في عام 1984، أنشأ برنامج المسرح الآسيوي أول اشتراك مستقل له في مجلة المسرح الآسيوي، وهي منشور لجميع المقالات التي تمت مراجعتها من قبل النظراء والتي تتعلق بفن الأداء المسرحي الآسيوي. كان جيمس براندون وإليزابيث ويتشمان-والتشاك هما المحرران المؤسسان لمجلة المسرح الآسيوي.